# Gymnocalycium anisitsii
Gymnocalycium anisitsii là một loài thực vật có hoa trong họ Cactaceae. Loài này được (K.Schum.) Britton & Rose mô tả khoa học đầu tiên năm 1922.

## Hình ảnh

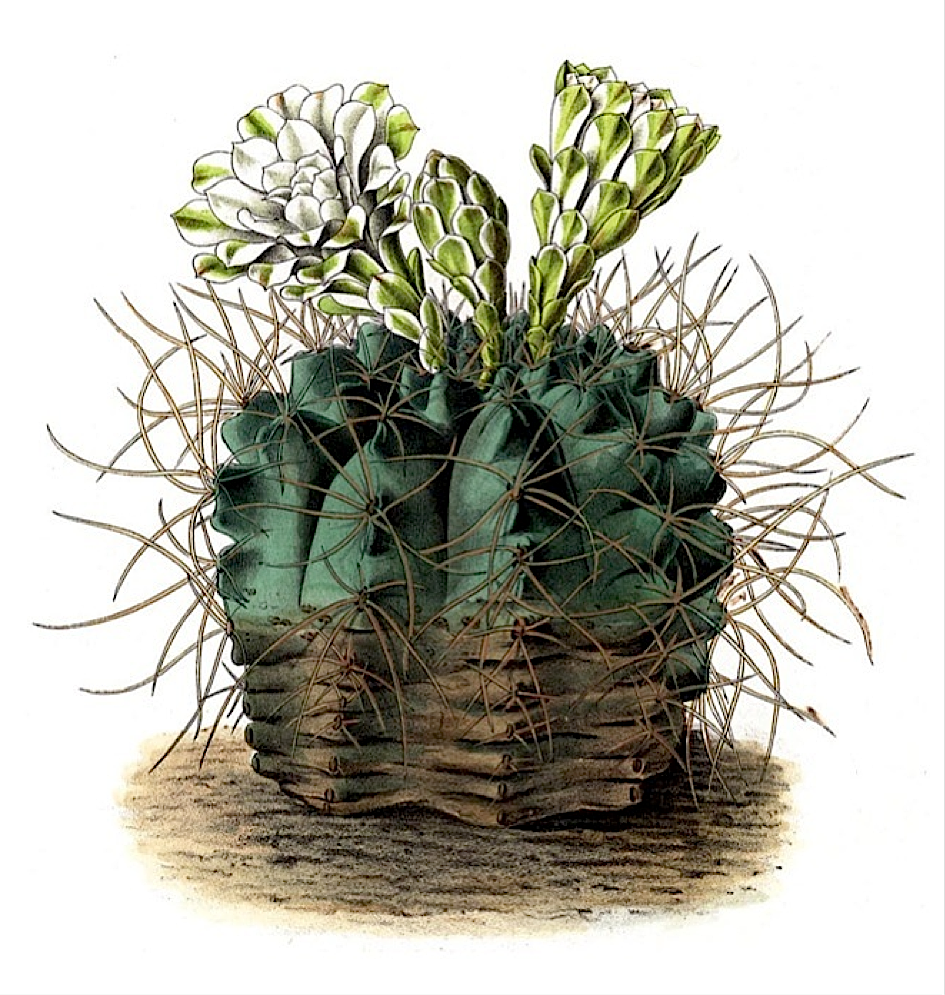
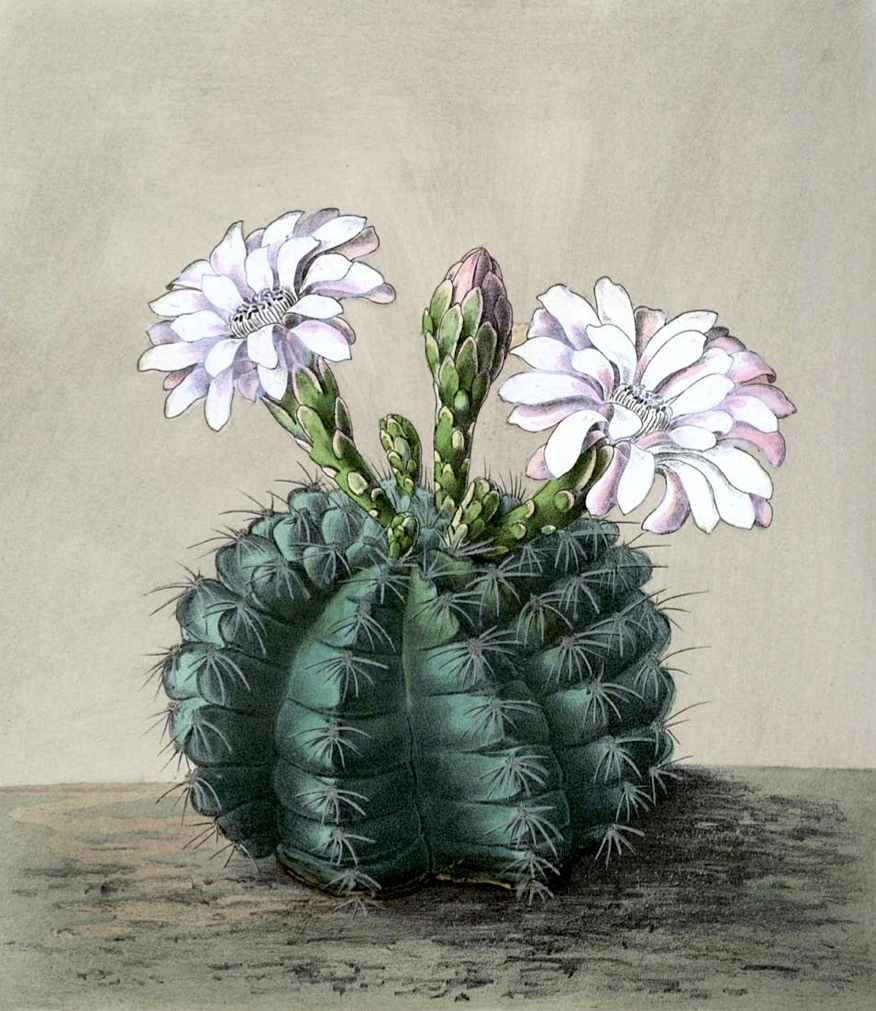
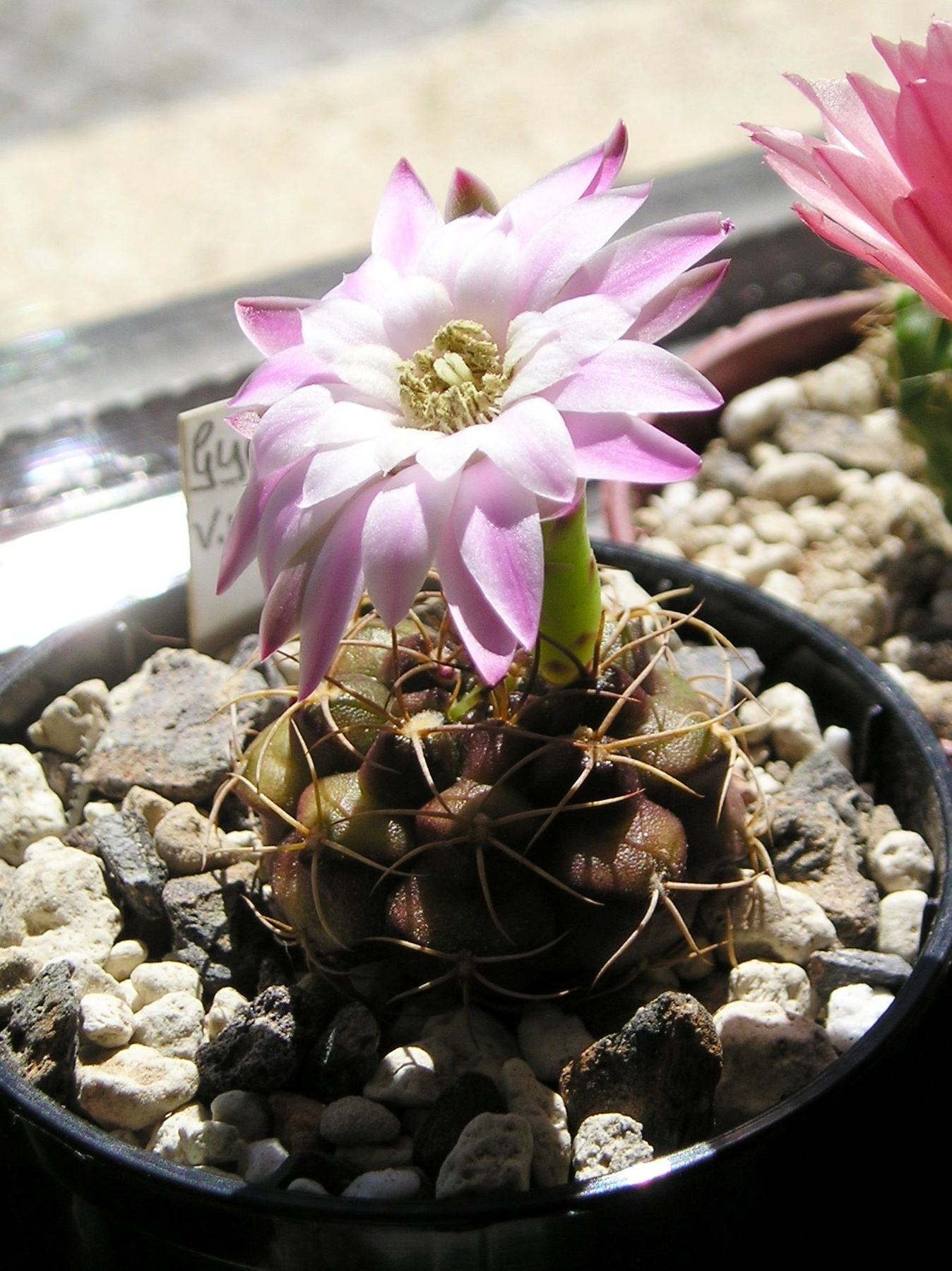
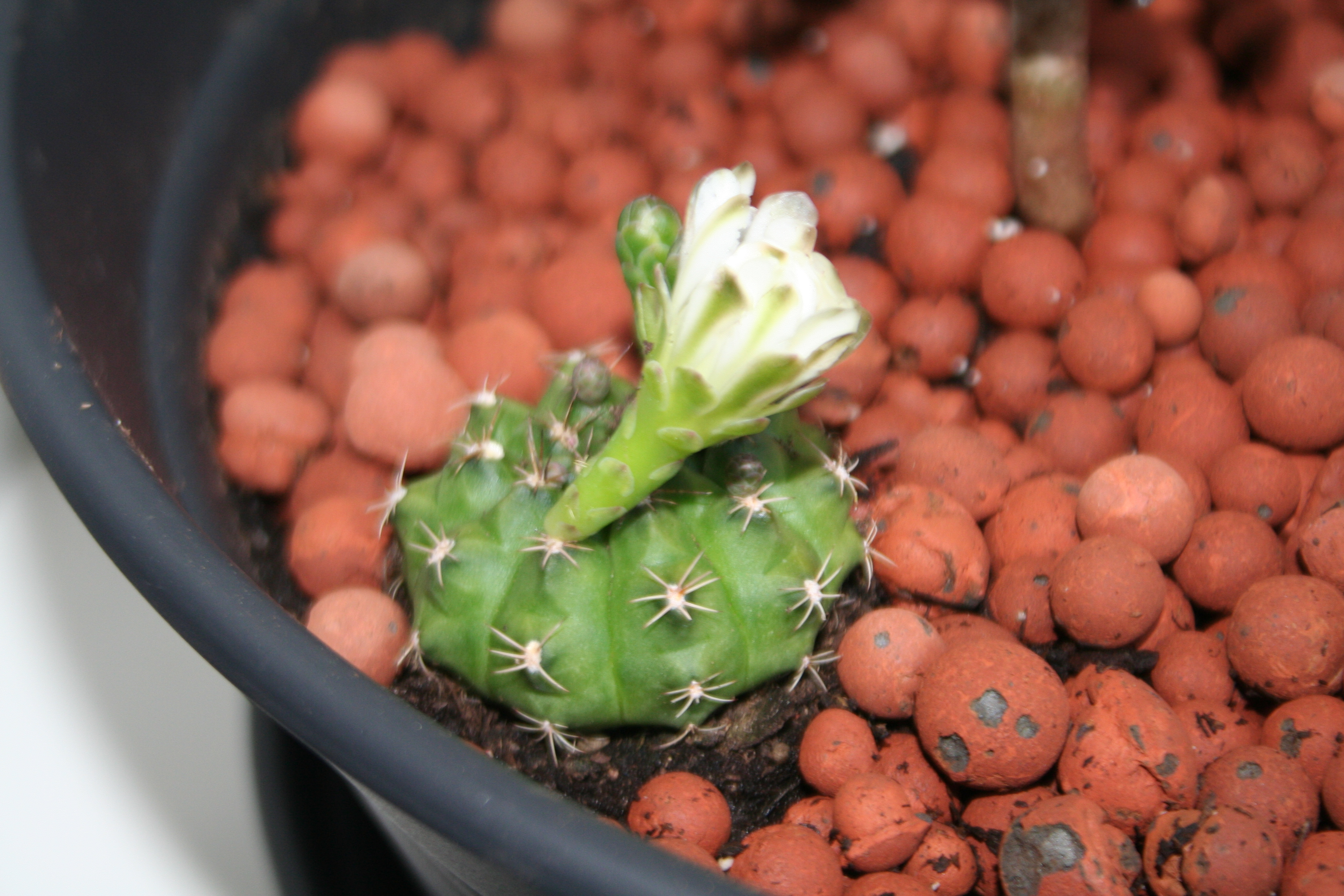